# Vicente Cantatore
Vicente Antonio Cantatore Socci (Rosario, 6 de octubre de 1935-Valladolid, 15 de enero de 2021) fue un futbolista y entrenador argentino nacionalizado chileno. Jugó como mediocampista. Hizo su carrera como futbolista en su natal Argentina y en Chile, y luego dirigió a varios equipos chilenos y españoles, principalmente, y a la selección de Chile en 1984. En sus últimos años padeció la enfermedad de Alzheimer y estaba internado en una residencia para ancianos en la localidad vallisoletana de La Cistérniga.

## Trayectoria

### Como jugador[2]
En Argentina comenzó su carrera futbolística en las divisiones inferiores de Talleres de Belgrano, un club amateur de la Asociación Rosarina. En 1955 pasó al C. A. San Lorenzo de Almagro, con el que debuta profesionalmente. En 1959 fue transferido al club C. A. Tigre que competía en la Primera B, para posteriormente jugar en C. A. Talleres de Córdoba. 
En 1960 se traslada a Chile para jugar en el C. S. D. Rangers, club que defendió durante cuatro temporadas hasta 1963, siendo protagonista del equipo. Sus actuaciones en Rangers quedaron en la retina de los hinchas, quienes en 2002 lo escogieron dentro del equipo ideal histórico de la institución, en el marco del aniversario de los 100 años.
En 1964 fue contratado por Santiago Wanderers, club con el que ganó el campeonato nacional de fútbol de Chile en 1968. En 1970 se incorporó a Deportes Concepción, donde se retiró del fútbol en activo en 1973.

### Como entrenador
Tras su retiro del fútbol, Cantatore comenzó como ayudante técnico de Guillermo Báez en Deportes Concepción, donde obtuvo el subcampeonato en 1975. Tras una serie de malos resultados, son cesados de sus cargos al año siguiente.
En 1976, fue contratado por Lota Schwager, equipo que estaba apremiado por el descenso. Obtuvieron dos victorias, salvando al cuadro de la lamparita hasta de la Liguilla de Promoción. Luego de eso, obtuvo un sexto y undécimo lugar, para luego firmar en Audax Italiano.
En 1980 llegó a Cobreloa, equipo con el que conquistó la Liga chilena en 1980 y 1982, y disputó dos finales de la Copa Libertadores en 1981, ante el C. R. Flamengo, y en 1982, frente al C. A. Peñarol. A finales de 1984 dirigió a la selección chilena en un encuentro amistoso ante México, disputado el 28 de octubre en la ciudad de Santiago de Chile, en el que vencieron por 1-0. A pesar de que la intención de la Federación de Fútbol de Chile era que continuase como seleccionador de cara a las eliminatorias del Mundial de 1986, finalmente no pudo llegar a un acuerdo con el presidente Miguel Nasur y abandonó la dirección del equipo nacional.
En la temporada 1985-86 dio el salto a España para dirigir al Real Valladolid El 1 de septiembre de 1986, cuando comenzaba su segundo año en el equipo pucelano, decidió presentar su dimisión por un enfrentamiento con el presidente de la entidad motivado por la falta de refuerzos en la plantilla. No obstante, en abril de 1987 se anunció su regreso al Valladolid para las dos siguientes campañas. En la segunda, llevó al equipo a jugar la final de la Copa del Rey contra el Real Madrid C. F., en la que perdieron por 1-0. A pesar de ello, el Valladolid consiguió clasificarse para disputar la Recopa de Europa debido a que su rival ya había conquistado el título de Liga y obtenido, por tanto, el pase a la Copa de Europa. Para la campaña 1989-90 firmó un contrato con el Sevilla F. C., con quien consiguió un sexto puesto en la Liga y la consiguiente clasificación para disputar la Copa de la UEFA. En la siguiente temporada, el equipo hispalense alcanzó los dieciseisavos de final en la competición europea, donde fueron derrotados por el FC Torpedo Moscú, y finalizó la Liga en octava posición. El 29 de mayo de 1991 decidió dar por concluida su etapa como entrenador del Sevilla.
En junio de 1991 se comprometió con la Universidad Católica y se coronó campeón de la Copa Chile tras vencer en la final al Cobreloa por 1-0, y de la Liguilla Pre-Libertadores, hecho que dio acceso al equipo a la edición de 1992 de la Copa Libertadores. A comienzos de 1993 volvió a su tierra natal para hacerse cargo de Rosario Central, al que entrenó durante el Torneo Clausura 1993 y las quince primeras fechas del Apertura 1993; renunció al puesto tras una derrota frente al Club de Gimnasia y Esgrima La Plata. Posteriormente, entre los meses de enero y abril de 1994, tuvo un breve paso por Colo-Colo bajo la dirigencia de Eduardo Menichetti, quien llegó a culpar al técnico de su derrota electoral ante Peter Dragicevic en noviembre del mismo año.
El 2 de mayo de 1994 firmó un contrato con el C. D. Tenerife de cara a la temporada 1994-95, en la que el equipo canario finalizó el campeonato de Liga en decimoquinto puesto. En la campaña 1995-96 regresó comenzada la segunda vuelta de la Liga a un Real Valladolid que ocupaba el último lugar de la clasificación a cinco puntos del penúltimo, la U. D. Salamanca, equipo al que venció por 1-0 en el partido de su estreno en esta nueva etapa como técnico pucelano. En la última jornada, el cuadro vallisoletano consiguió salvarse del descenso tras una victoria por 3-1 frente al Real Betis Balompié en el estadio José Zorrilla. En la temporada 1996-97 logró clasificar al Valladolid para jugar la Copa de la UEFA por segunda vez en su historia. El 16 de septiembre de 1997 fue despedido por el vicepresidente del club mientras ambos participaban en un programa de radio de la cadena COPE por desavenencias entre ellos acerca del contrato del técnico con la entidad; el Valladolid había cosechado tres derrotas en los tres partidos de la campaña 1997-98 que había disputado hasta la fecha.
En diciembre de 1997 fue entrenador del Sporting de Lisboa durante veinte días hasta que dimitió del cargo alegando motivos personales. En la temporada 1998-99 regresó a España como técnico del Real Betis, aunque presentó su dimisión en octubre de 1998 tras una derrota ante el Valencia C. F. por 5-1 que situó a su equipo como colista en la clasificación. Al mismo tiempo, declaró su intención de finalizar su etapa de entrenador profesional, inclusive tuvo una corta etapa como gerente técnico de Everton de Viña del Mar, ciudad donde residía. Pero el 12 de junio de 2000 firmó un contrato con el Real Sporting de Gijón, club al que dirigió hasta su renuncia el 16 de enero de 2001 motivada por una discrepancia con la directiva respecto a la preparación física de los jugadores.

#### Estadísticas con la selección de Chile[45]
| Torneo    | Año   | PJ | PG | PE | PP | GF | GC | DF | Pts | Resultado | Rendimiento |
| --------- | ----- | -- | -- | -- | -- | -- | -- | -- | --- | --------- | ----------- |
| Amistosos | 1984  | 1  | 1  | 0  | 0  | 1  | 0  | 1  | 2   | -         | 100%        |
| Total     | Total | 1  | 1  | 0  | 0  | 1  | 0  | 1  | 2   | -         | 100%        |

#### Partidos dirigidos con selecciones
| Partidos dirigidos en la selección chilena | Partidos dirigidos en la selección chilena | Partidos dirigidos en la selección chilena | Partidos dirigidos en la selección chilena | Partidos dirigidos en la selección chilena | Partidos dirigidos en la selección chilena |
| N.º                                        | Fecha                                      | Lugar                                      | Rival                                      | Resultado                                  | Competición                                |
| ------------------------------------------ | ------------------------------------------ | ------------------------------------------ | ------------------------------------------ | ------------------------------------------ | ------------------------------------------ |
| 1                                          | 28 de octubre de 1984                      | Santiago                                   | México                                     | 1-0                                        | Amistoso                                   |

## Clubes

### Como jugador
| Club                   | País      | Año       |
| ---------------------- | --------- | --------- |
| Talleres de Belgrano   | Argentina | 1953-1954 |
| San Lorenzo de Almagro | Argentina | 1955-1958 |
| Tigre                  | Argentina | 1959      |
| Rangers                | Chile     | 1960-1963 |
| Santiago Wanderers     | Chile     | 1964-1970 |
| Deportes Concepción    | Chile     | 1971-1973 |

### Como ayudante técnico
| Club                | País  | Año       |
| ------------------- | ----- | --------- |
| Deportes Concepción | Chile | 1975-1976 |

### Como entrenador
| Club                 | País      | Año                 |
| -------------------- | --------- | ------------------- |
| Lota Schwager        | Chile     | 1976-1978           |
| Audax Italiano       | Chile     | 1979                |
| Cobreloa             | Chile     | 1980-1984           |
| Selección de Chile   | Chile     | 1984                |
| Real Valladolid      | España    | 1985-1986 1987-1989 |
| Sevilla FC           | España    | 1989-1991           |
| Universidad Católica | Chile     | 1991-1992           |
| Rosario Central      | Argentina | 1993                |
| Colo-Colo            | Chile     | 1994                |
| C. D. Tenerife       | España    | 1994-1995           |
| Real Valladolid      | España    | 1996-1997           |
| Sporting de Lisboa   | Portugal  | 1997                |
| Real Betis           | España    | 1998                |
| Sporting de Gijón    | España    | 2000-2001           |

## Palmarés

### Como jugador

#### Campeonatos nacionales
| Título           | Club               | País  | Año  |
| ---------------- | ------------------ | ----- | ---- |
| Primera División | Santiago Wanderers | Chile | 1968 |

### Como entrenador

#### Campeonatos nacionales
| Título           | Club                 | País  | Año  |
| ---------------- | -------------------- | ----- | ---- |
| Primera División | Cobreloa             | Chile | 1980 |
| Primera División | Cobreloa             | Chile | 1982 |
| Copa Chile       | Universidad Católica | Chile | 1991 |

### Distinciones individuales
| Distinción                                                  | Año  |
| ----------------------------------------------------------- | ---- |
| Premio Don Balón al mejor entrenador                        | 1997 |
| Incluido en el equipo ideal de todos los tiempos de Rangers | 2002 |

## Comentarios
"  Marcó una época en el fútbol chileno y lo grafico en una sola palabra: se nos fue un grande de verdad porque no sólo era un buen técnico, también era un tipo que te convencía con sus palabras y demostraba con hechos lo que decía (...) era un líder nato, por convencimiento, por encima de ser autoritario. Era serio, espectacular en todo sentido. Agradezco el hecho de haberlo podido conocer".
Jorge Luis Siviero

"  El Gallego tenía el título y Vicente (Cantatore) estaba empezando así que estaba como ayudante, pero era el que armaba todo. Además, era un gran motivador".
José Miranda

"  Fue una de las personas más influyentes en mi carrera.(...) Fue una persona que, sin lugar a dudas, cambió mi forma de jugar, de proyectarme, de seguir evolucionando en el fútbol. Era una persona muy cercana, valoraba mucho la parte humana. Más que un entrenador, era como un padre. Estaré eternamente agradecido de don Vicente Cantatore".
Iván Zamorano

" Su personalidad era extraordinaria, de una sola conducta, que confiaba mucho, plenamente, en el jugador. La elección de los jugadores era competencia exclusiva de él. La armonía que existía y las ganas de querer trabajar era el fiel reflejo de lo que quería. Era cercano, creía mucho en el jugador".
Óscar Wirth

" Era un señor del fútbol, sabía un montón y era generoso para entregarlo".
Jorge Aravena

" Le daba valor al jugador. Yo puedo graficarlo así: el respeto y el trato era digno de elogio. Para él, primero estaba la persona".
Víctor Merello

"El liderazgo de su presencia fue de sus mejores talentos, de esos que destilan credibilidad, que te acompañan en el camino, que te nutren y te encausan para siempre ser mejor persona. (...) Era un especialista de sacar lo mejor de las personas".
Juvenal Olmos

" Era muy cercano al jugador y capaz de encontrar argumentos para motivarte y lograr tu mejor nivel".
Juan Carlos Unzué

" Fue un buen hombre y un gran motivador".
Nacho Conte

" Era un entrenador muy motivador. Siempre te decía que eras el mejor de los 22 que jugabamos cada partido y te decía al oido: de ti depende si quieres que te ponga en el próximo partido. A cada uno le daba un mensaje al oido, era su manera de motivarte".
Benjamín Zarandona

" Si yo no me hubiese encontrado con Vicente Cantatore, que fue el entrenador más importante que he tenido en mi trayectoria, a lo mejor mi carrera deportiva no hubiese sido la que ha sido (...) Me enseñó a valorar la vida deportiva, familiar, fue una universidad de la vida para mí. Fue un entrenador muy adelantado a su tiempo porque cuando nadie usaba la psicología él la usaba como nadie".(...) Yo no hubiese existido sin aquella oportunidad."
Fernando Hierro

" Yo no tenía vocación ni talento, pero él me metió el veneno por el fútbol (...) No fue un entrenador. Fue algo más que un entrenador para el Valladolid, capaz de cogerme a mí, que no tenía ni contrato profesional, y ponerme de titular en Primera. Pero no sólo a mí, sino que llegó, cogió y rejuveneció al equipo completamente."
Juan Carlos